# Cracticus louisiadensis
El verdugo de Tagula (Cracticus louisiadensis) es una especie de ave paseriforme de la familia Artamidae endémica del archipiélago de las Luisiadas.

## Descripción
El verdugo de Tagula está estrechamente relacionado con el Cracticus cassicus. Mide unos 29 cm de largo y se diferencia del verdugo de Tagula porque es casi completamente negro, excepto por un tono claro en el abdomen, manchas en las cubiertas de las alas y el plumaje.

## Distribución
Se encuentra únicamente en la isla de Tagula, perteneciente a la provincia de Milne Bay de Papúa Nueva Guinea.